# Hans Hamburger

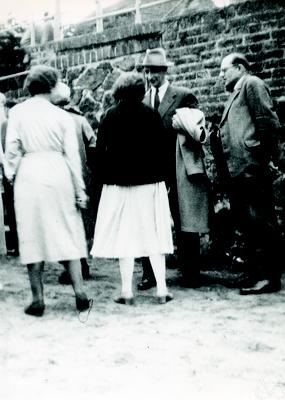
Hans Hamburger in der Bildmitte mit Otto Toeplitz

Hans Ludwig Hamburger (* 5. August 1889 in Berlin; † 14. August 1956 in Köln) war ein deutscher Mathematiker. Er wirkte als Professor für Mathematik an den Universitäten in Berlin, Köln und Ankara.

## Ausbildung und Studium
Hamburger war jüdischer Herkunft, aber protestantisch getauft. Sein Elternhaus war gutbürgerlich. Sein Vater Karl Hamburger war Jurist, er arbeitete als Rechtsanwalt und Notar in Berlin. Seine Mutter Margarete Hamburger war eine geborene Levy. Hamburger besuchte das Französische Gymnasium in Berlin. 1907 bis 1914 studierte Hans Hamburger in Berlin, Lausanne und Göttingen sowie bei Alfred Pringsheim in München, wo er 1914 mit einer Arbeit Über die Integration linearer homogener Differentialgleichungen promoviert wurde.
Nach dem Dienst 1915 bis 1918 als Soldat im Ersten Weltkrieg habilitierte er sich mit der Arbeit „Erweiterungen des Stieltjes'schen Momentenproblems“, die als Sitzungsbericht der Bayerischen Akademie der Wissenschaften erschien, an der Universität Berlin. In Berlin war er zuerst als Privatdozent und ab 1922 als außerordentlicher Professor tätig.

## Kölner Jahre und Emigration
1924 folgte Hamburger einem Ruf nach Köln als ordentlicher Professor auf den II. Mathematischen Lehrstuhl und Direktor des Mathematischen Instituts (neben Ernst Sigismund Fischer). Am 15. Oktober 1925 heiratete er Martha (Malla) Jessen, Tochter des Direktors der Bibliothek der Berliner Kunstgewerbemuseums; die Ehe wurde am 12. Juni 1937 geschieden. In der Kölner Zeit beschäftigten ihn vor allem Probleme der Differentialgeometrie, etwa die Caratheodorysche Vermutung, zu der er verschiedentlich publizierte, und die er im reell-analytischen Fall löste.
1935 entzogen ihm die Nationalsozialisten die Venia legendi, was das Ende seiner Arbeit am Mathematischen Institut in Köln bedeutete. Daraufhin zog er nach Berlin, wo er mit seiner Mutter zusammen lebte. 1939 verließ er Deutschland, angeblich in die Niederlande. Tatsächlich reiste Hamburger nach Großbritannien, wo er 1941 eine neue Anstellung fand. Wegen seiner unerlaubten Ausreise stoppte das Reichserziehungsministerium die Zahlung seiner Ruhestandsbezüge. Von 1941 bis 1947 arbeitete er als Lecturer am University College in Southampton, der späteren Universität Southampton. In dieser Zeit entstanden einige Freundschaften, so auch zur Mathematikerin Margaret Grimshaw, die später als Fellow am Newnham College in Cambridge wirkte. Im Exil galt sein Forschungsinteresse nun anderen Gebieten und Problemen der Mathematik, er wandte sich vornehmlich algebraischen und operatortheoretischen Fragen zu. Die England-Erfahrung war für Hamburger insgesamt enttäuschend, da er keine ihm angemessene Stellung finden konnte. Der berühmte Mathematiker Godfrey Harold Hardy lobte ihn in einem Brief als Mathematiker und hob seine kultivierte und angenehme Persönlichkeit hervor, sah ihn aber für die in Aussicht genommene vorübergehende Stellungen für Emigranten als Mathematiklehrer an höheren Schulen als wenig geeignet, da er keine Erfahrung im Schulunterricht besaß.

## Wirken in der Türkei und Rückkehr nach Deutschland
Nach dem Ende des „Dritten Reiches“ bemühte sich die Philosophische Fakultät schon 1946 um seine Rückkehr. Hamburger sagte zunächst im Herbst 1947 zu und erhob in einem Brief vom 18. Oktober 1947 an den Kölner Rektor Josef Kroll Anspruch auf seinen alten Lehrstuhl, entschied sich dann aber für eine Gastprofessur an der Universität Ankara, wozu er sich am 1. Oktober beurlauben ließ. Im Zuge der gesetzlichen Wiedergutmachung nationalsozialistischen Unrechts ernannte ihn der nordrhein-westfälische Kultusminister am 11. August 1953 wieder zum ordentlichen Professor für Mathematik und Direktor des Mathematischen Instituts in Köln, so dass er wieder als ordentlicher Professor an die Universität zu Köln zurückkehren konnte. Für ihn war dies ein besonderer Moment, da seine „mathematische Loyalität“, wie sich Freunde ausdrückten, auch im Exil immer Deutschland galt. Diese Phase war von Optimismus und neuen Plänen geprägt. Bereits im Folgejahr nahm er eine Gastprofessur an der Cornell University in Ithaca (USA) wahr. Er konnte Kontakte zu amerikanischen Forschern, u. a. zu Arlen Brown und Shlomo Sternberg anknüpfen, mit denen er gemeinsame Veröffentlichungen und Forschungsarbeiten plante.
Seine gesundheitliche Verfassung stand allerdings neuen Projekten entgegen. Bereits seine letzten Jahre in der Türkei standen gesundheitlich unter keinem guten Stern. 1956 heiratet er Vera Schereschewsky, starb aber bereits wenige Monate später am 14. August in Köln.
Ein Nachruf auf Hamburger, verfasst von Margaret E. Grimshaw erschien 1958 im Journal of the London Mathematical Society. Seinen Nachlass übergab die Witwe zunächst dem Mathematischen Institut. Von dort gelangte er im November 2007 in das Universitätsarchiv Köln (Zugang 689 – NL Hamburger).

## Werk
1940 löste er im reell-analytischen Fall eine Vermutung von Constantin Caratheodory, an der er seit 1922 arbeitete: auf jeder geschlossenen zur Sphäre homöomorphen (mindestens zweifach differenzierbaren) Fläche im dreidimensionalen euklidischen Raum gibt es mindestens zwei Punkte, in denen die Fläche lokal sphärisch ist (Nabelpunkte, beide Hauptkrümmungen sind dort gleich). Beispiele sind die Sphäre, auf der jeder Punkt Nabelpunkt ist, und das Rotationsellipsoid mit nur zwei Nabelpunkten.
1921 veröffentlichte er eine Arbeit zur Kennzeichnung der Riemannschen Zetafunktion durch ihre Funktionalgleichung, was später von Carl Ludwig Siegel und anderen aufgegriffen wurde.
Hamburger betrachtete in seiner Habilitation eine Verallgemeinerung des Momentenproblems von Thomas Stieltjes. Es fragt danach, ob und zu welchen Bedingungen zu einer gegebenen Folge reeller Zahlen ein Borel-Maß existiert, dessen n-te Momente den jeweiligen Folgengliedern entsprechen, wobei die Integration über die ganze reelle Achse und nicht nur wie beim Stieltjes-Problem über die positive reelle Achse erfolgt.